# Shimizu City Challenger
Lo Shimizu City Challenger è stato un torneo professionistico di tennis giocato su campi in cemento. Faceva parte dell'ATP Challenger Series. L'unica edizione si è disputata a Shimizu in Giappone.

## Albo d'oro

### Singolare
| Anno | Campione         | Finalista     | Punteggio     |
| ---- | ---------------- | ------------- | ------------- |
| 1980 | Markus Günthardt | Cliff Letcher | 2–6, 6–4, 6–3 |

### Doppio
| Anno | Campioni               | Finalisti               | Punteggio     |
| ---- | ---------------------- | ----------------------- | ------------- |
| 1980 | Syd Ball Cliff Letcher | Chris Kachel John Marks | 6–7, 6–3, 6–2 |